# 田渕岩夫
田渕 岩夫（たぶち いわお、本名：同じ、1950年6月21日 - ）は日本の声帯模写芸人、タレント、俳優である。
所属事務所は和光プロダクション。

## 来歴
大阪市出身。大阪商業大学付属高校では「寄席研究部」を創部した。プロデビュー以前は『しろうと寄席』（フジテレビ系列）などに出演し、大橋巨泉らの声帯模写を披露していた。1966年に桜井長一郎に入門。近畿大学在学中の1969年にコマ・モダン寄席で初舞台。演芸番組・寄席出演のかたわら、俳優として映画・テレビドラマに出演した。
1990年から2008年にかけ、KBS京都テレビにて『田渕岩夫のハッスルわいど』『田渕岩夫の得ダネ!てれび』の司会者をつとめ、「京都の顔」として親しまれた。その後も、KBS京都ラジオへの出演を続けていたが、2011年までにすべて降板した。
2007年、天満天神繁昌亭の11月昼席（11月26日から28日、30日）の高座に初めて上がった。
「今宮子供えびすマンザイ新人コンクール」で毎年司会を担当している。

## レパートリー
下記のほか、主に政治家を得意とする。
- 昭和天皇
- 藤山寛美[2]
- 鳳啓助[2]
- 芦屋雁之助
- 竹村健一
- 八代英太
- 田中角栄
- 大橋巨泉
- 鶴田浩二
- 長嶋茂雄
- 橋本龍太郎
- 小泉純一郎
- 田中眞紀子
- 藤岡琢也
- 東野英治郎
- 杉良太郎
- 横内正
- 俵孝太郎
- 上田吉二郎ほか

## 人物・エピソード
- 兵庫県西宮市在住で、阪神・淡路大震災で被災している。この時にガラスの破片で足を負傷した経験から、大地震の後はすぐ靴を履くことを持論としており、番組内で災害の話題が登場したときはこの話をする。
- MBSラジオでかつて放送されていた「どーだ!ますだおかだ」に田渕のコーナーが存在した。これはリスナーの身の回りにいる、ちょっとかわいくてお金の使い方がきっちりしている人を紹介するコーナーだった。のちに田渕本人がこの番組のゲストとして呼ばれている。

## 出演

### テレビバラエティ番組
- 生×カラ!TV（サンテレビ）[2]

過去の出演番組
- 11PM（よみうりテレビ）
- 花王名人劇場（関西テレビ）
- 田渕岩夫の旅よろしおすなー（KBS京都テレビ）
- 田渕岩夫の得ダネ!てれび（KBS京都テレビ） - 2008年3月28日番組終了まで17年以上にわたり司会を務めた。
- 田渕岩夫のもうかりまっか?（KBS京都テレビ 2008年4月1日スタート）
- 桑原征平のおもしろ京都検定（KBS京都テレビ・関西テレビ☆京都チャンネル）
- とっぴもナイト（2011年6月11日・2013年3月16日 KBS京都テレビ）
- 上方演芸ホール（NHK総合テレビ）
- クイズ!脳ベルSHOW（BSフジ) - ゲスト回答者（2020年8月19日・20日、2021年3月31日・4月1日）

### テレビドラマ
- あおによし（1972年 NHK総合テレビ）[2]
- 銀河テレビ小説 何処へ（1973年 NHK総合テレビ）
- 朝の連続テレビ小説（NHK総合テレビ）
  - おはようさん（1974年 - 1975年）[2] - 大野貫一
  - 心はいつもラムネ色（1984年）[2]
  - 純ちゃんの応援歌（1988年）[3] - 川井
  - てるてる家族（2003年）[3][2] - 紅白歌合戦の司会
- 桃太郎侍[2] 第25話「母子の夢を斬った鬼」（1977年 日本テレビ） - 神田
- 必殺シリーズ（ABCテレビ）[2]
  - 助け人走る第1話「女郎大脱走」（1973年） - 町人
  - 暗闇仕留人 第1話「集まりて候」（1974年） - 侍 吉井
  - 必殺仕業人 第7話～第9話（1976年） - 間借りの玄覚
  - 新・必殺からくり人 第9話「東海道五十三次殺し旅 鳴海」（1978年） - 伴次
  - 必殺商売人 第16話「殺して怯えた三人の女」（1978年） - 祈祷
  - 必殺からくり人・富嶽百景殺し旅 第4話「神奈川沖浪裏」（1978年） - 幇間
  - 必殺仕事人 第35話「飛技万才踊り攻め」（1980年） - 田所十内
- 大岡越前 第5部[2] 第9話「大奥の陰謀」（1978年4月3日 TBSテレビ） - 呼込み
- 宇宙からのメッセージ・銀河大戦（1978年 テレビ朝日） - トントの声
- ゆるしません!（1980年 関西テレビ）[2]
- 先生お・み・ご・と!（1982年 関西テレビ）[2] - 田川先生
- 怪人二十面相と少年探偵団（1983年 関西テレビ）
- 銭形平次（1984年 フジテレビ）[2]
- 新・部長刑事 アーバンポリス24（[いつ?]ABCテレビ）[2]
- 土曜ワイド劇場（テレビ朝日系列）
  - 京都のテミス女裁判官 1（2003年5月17日）[3]
  - 京都のテミス女裁判官 2（2004年5月8日）[3]
  - 刑事犬養隼人 切り裂きジャックの告白（2015年4月18日）[3] - ゲストコメンテーター坂下章彦（セリフなし）

### その他のテレビ番組
- 競馬中継（KBS京都テレビ）[2]
- プライムまいコレショッピング（KBS京都テレビ）[2]

### ラジオ番組
- 上方演芸会（NHKラジオ第1）
- ラジオでキャッチ（BSSラジオ） - 「田渕岩夫の日清食品です こんにちは奥さん」コーナー
- 田渕岩夫の健康一番（月曜18:00～18:30 不明 - 2011年3月30日 KBS京都ラジオ）[2] - アシスタント：小島布水呼
  - 田渕の降板後は司会が村上祐子に交代し番組名を『健康一番』と改題。
- 田渕岩夫の6時です!（火曜18:00 - 21:00 2009年10月5日 - 2011年4月26日 KBS京都ラジオ）[2] - アシスタント：和泉夏子
- 田渕岩夫の思い出ほっこり…（KBS京都ラジオ） - アシスタント：渡辺景子（わたなべえいこ）

### CM
- JA全農京都（2023年）
- カイウル
- アリコジャパン（京都ローカルバージョン）
- きものみらい

### 映画
いずれも「田淵岩夫」名義
- 愉快な極道（1976年 東映） - 江崎圭太
- 女必殺五段拳（1976年 東映） - 野田一平

## ディスコグラフィー
- もう一度京都 / ヒートウェイブ京都サンガ（ビクター 1994年）[5] - 赤瀬美保とデュエット。コンパクトカセット（PRTS-1241）、8cmCD（PRDS-1241）
- もう一度京都パートII / もう二度と京都（ビクター 1998年）[5] - 祇園美年子とデュエット。コンパクトカセット（VISS-30019）、8cmCD（VIDS-30019）
- 京想曲 / もう二度と京都 / もう一度京都（ビクター 1998年）[5] - 橘有香とデュエット。コンパクトカセット（PRTS-1326）、8cmCD（PRDS-1326）
  - CDはビクター内のSPEEDSTAR RECORDSレーベルからの発売で（ジャケットはSPEEDSTARとビクターのロゴを併記）、演歌としては異例だった。カセットテープはレーベルがビクターに変更されている。

『田渕岩夫の得ダネ!てれび』の1コーナー「小判ザクザクうちでの小槌」では、かつて残念賞としてこのCD（またはカセットテープ）がプレゼントされていた。